# Proclamation de l'abolition de la royauté
 (juin 2025).
Si vous disposez d'ouvrages ou d'articles de référence ou si vous connaissez des sites web de qualité traitant du thème abordé ici, merci de compléter l'article en donnant les références utiles à sa vérifiabilité et en les liant à la section « Notes et références ».

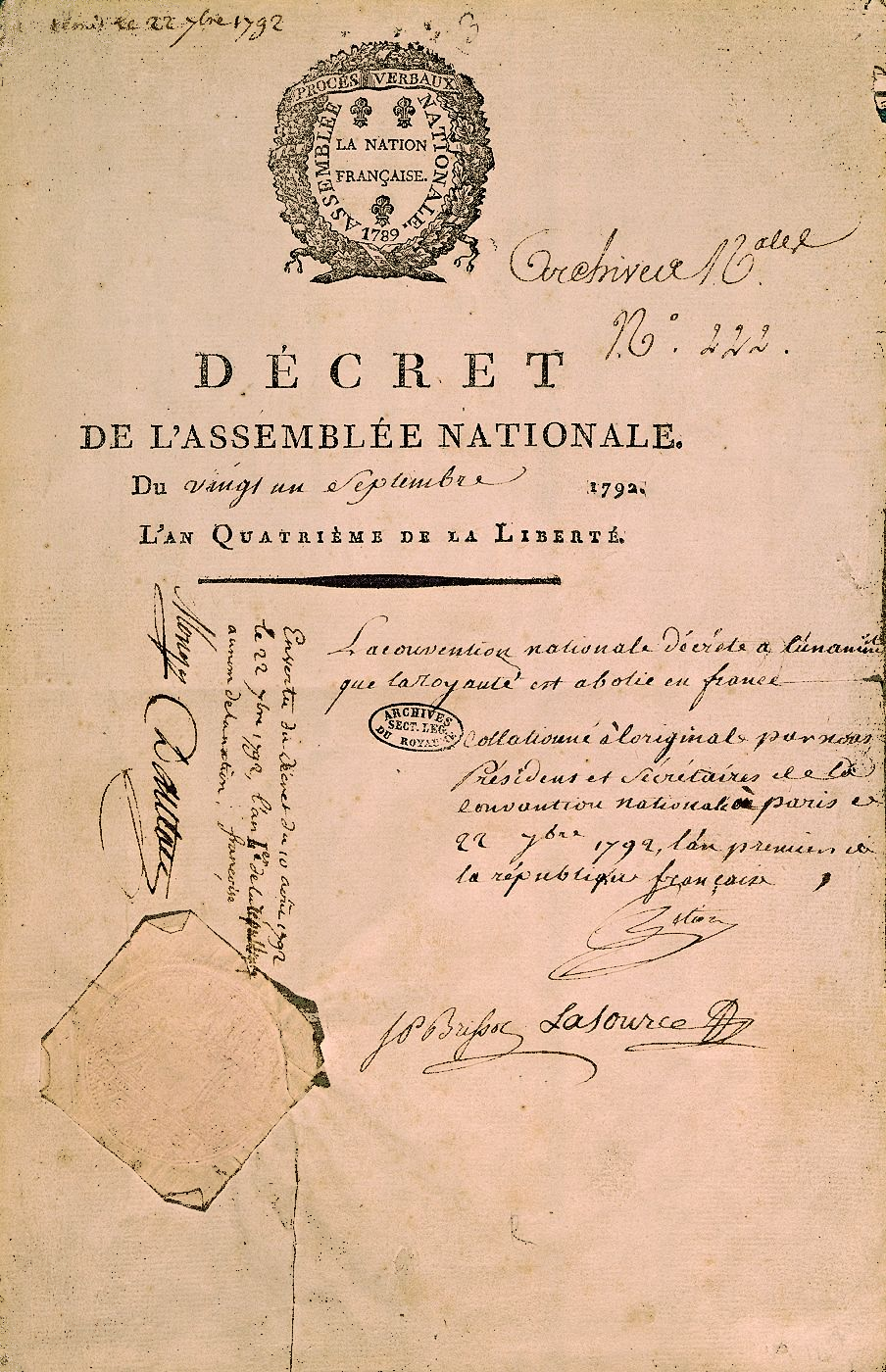
Expédition du décret portant abolition de la royauté, signée par Pétion, président de la Convention, et Brissot et Lasource, secrétaires de séance. Archives nationales.

La proclamation de l'abolition de la royauté est un événement majeur de la Révolution française qui s'est déroulé le 21 septembre 1792 lors de la première séance de la Convention nationale, au cours de laquelle les députés ont pris un décret proclamant l'abolition de la monarchie (royauté) en France (qui prenait la forme d'une monarchie constitutionnelle instituée par la Constitution du 3 septembre 1791), instaurant de facto une république. 
Elle marque ainsi la fin de près de huit siècles de monarchie ininterrompue et la naissance de la Première République, premier régime républicain de l'histoire de France. Ainsi, l'an I de la République dans le calendrier républicain commence le lendemain, 1er vendémiaire (22 septembre 1792).

## Contexte
Succédant à l'Assemblée nationale législative, les députés de la Convention se savent mandatés pour mettre un terme à une crise qui couve depuis la fuite et l'arrestation à Varennes de Louis XVI (les 20 et 21 juin 1791) et la prise sanglante des Tuileries (le 10 août 1792). Leur origine bourgeoise et leur activité politique ne les portent pas, pour la plupart, à l'indulgence envers le trône. La victoire à la bataille de Valmy (le 20 septembre 1792), premier succès militaire de la république, opportunément la veille de leur réunion, et dont la nouvelle arrive le jour même, les conforte dans leurs convictions.

## Déroulement

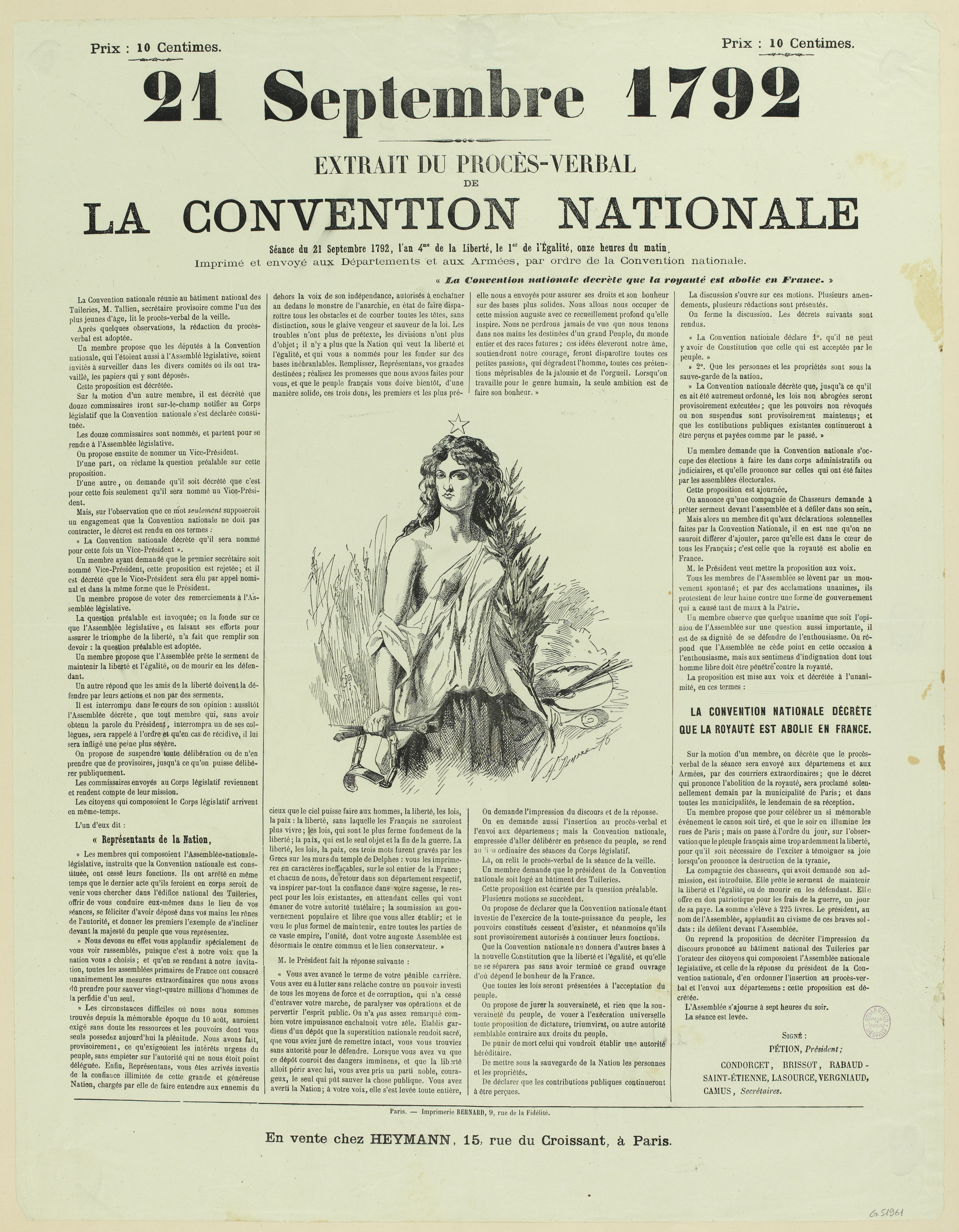
Extrait du procès-verbal, avec un dessin d'Henri Demare, vers 1876. Musée Carnavalet.

Le 21 septembre 1792, lorsque le député de Paris Jean-Marie Collot d'Herbois propose l'abolition de la royauté, il ne rencontre guère de résistance. Tout au plus Claude Basire, ami de Danton, s'efforce-t-il de tempérer l'enthousiasme en recommandant une discussion. Toutefois, l'abbé Henri Grégoire, l'évêque constitutionnel de Blois, lui répond vertement :

« Qu'est-il besoin de discuter quand tout le monde est d'accord ? Les rois sont dans l'ordre moral ce que les monstres sont dans l'ordre physique. Les cours sont l'atelier du crime, le foyer de la corruption et la tanière des tyrans. L'histoire des rois est le martyrologe des nations ! »

Jean-François Ducos l'appuie en affirmant que toute explication serait bien inutile « après les lumières répandues le 10 août ».
La décision est prise par acclamation (en) à l'unanimité.

## Conséquences

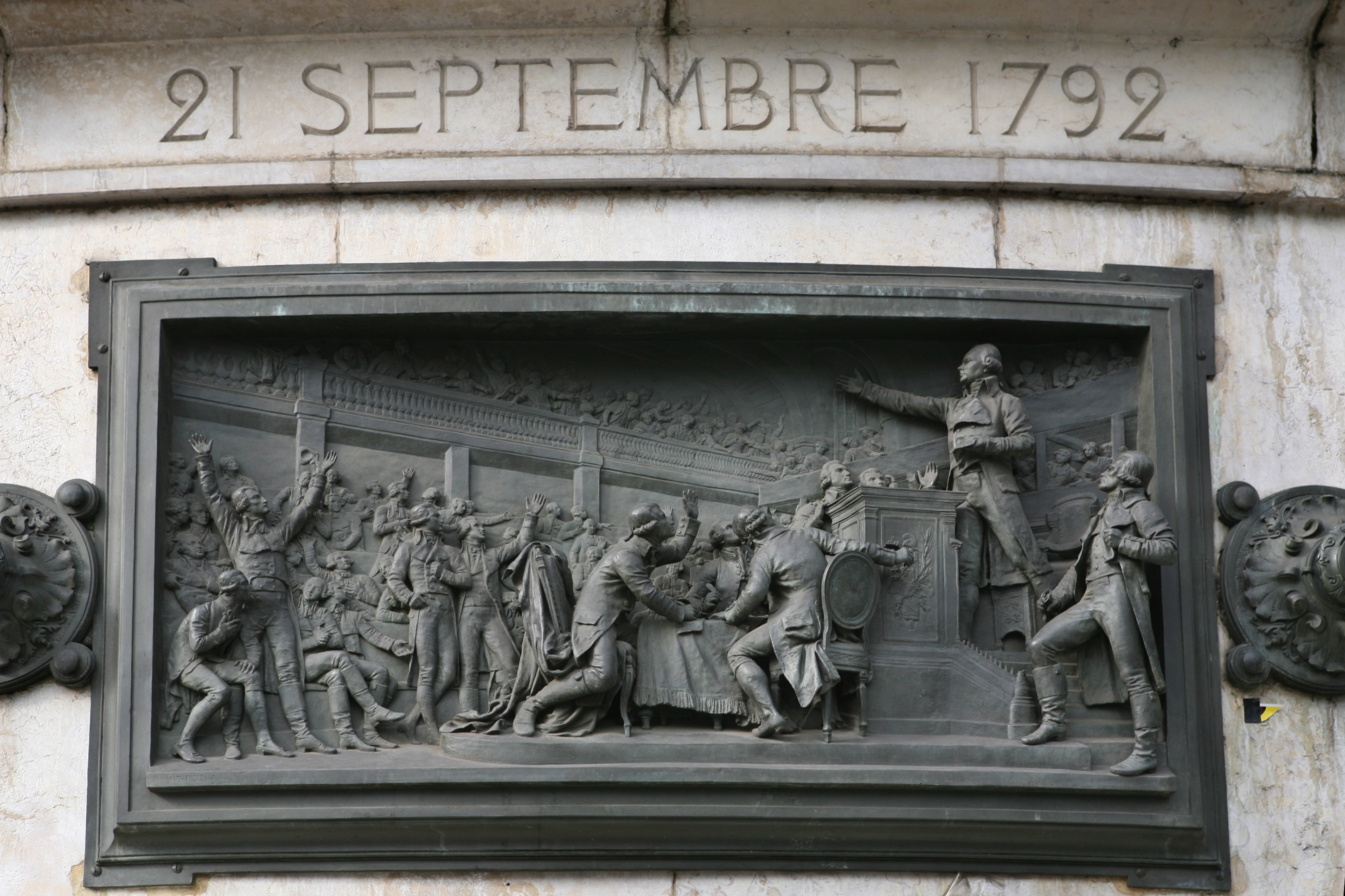
Proclamation de l'abolition de la royauté sur le Monument à la République à Paris.

La Première République est donc née de facto par l'abolition de la monarchie, bien qu'elle n'ait jamais fait l'objet d'une proclamation officielle par un quelconque texte. Seule la décision de la Convention de dater les actes officiels non de l'an IV de la Liberté mais de l'an I de la République la mentionne pour la première fois, ouvrant l'ère républicaine.

## Postérité
En 1883, la séance de la Convention du 21 septembre 1792 est représentée sur l'un des douze hauts-reliefs en bronze de Léopold Morice pour le Monument à la République, sur la place de la République à Paris.
En 1900, le banquet des maires a lieu le 22 septembre en mémoire de l'abolition de la royauté et du premier jour de la Première République.
En 2012, la Société des études robespierristes organise une commémoration sur la place du Panthéon pour le 220e anniversaire de la proclamation.